# Микрофильмирование
Микрофильми́рование — получение (копирования) фотографическим способом уменьшенного изображения плоских бумажных носителей информации (чертежи, рукописи, рисунки, архивные документы). Обычно уменьшение производится в масштабах от 1:3 до 1:50.
Микрофи́льм — документ в виде микроформы на рулонной светочувствительной фотоплёнке с последовательным расположением кадров в один или два ряда или фотокопия документов, рукописей, книг и т. п., выполненная с значительным уменьшением на фотоплёнке или киноплёнке.
Микрофильмирование включает в себя техническую фотосъёмку бумажного носителя, лабораторную обработку (проявление, фиксирование), архивное хранение обработанного фотоматериала, просмотр полученного фотографического изображения заинтересованными лицами. При необходимости полученное уменьшенное фотографическое изображение может быть копировано (для передачи в другие архивные учреждения) или увеличено и отпечатано на фотобумаге (при помощи фотоувеличителя).

## История
Первая попытка осуществить микрофильмирование была предпринята в 1839 году изготовителем оптических приборов англичанином Дж. Дансером. В России большая заслуга в развитии микрофильмирования принадлежит Е. Ф. Буринскому — одному из основоположников судебной и научной фотографии.
Научно-технический прогресс вызвал резкое увеличение объёма научно-технической информации на бумажных носителях, обусловил широкое использование микрофильмирования на производстве, в науке, библиотечном и архивном делопроизводстве.
Микрофильмирование позволило сократить размер хранилищ, исключило возможность повреждения редких книг, обеспечило бо́льшую доступность раритетных изданий. Благодаря копированию появилась возможность передачи копии в другие библиотеки и архивы, уменьшились транспортные расходы. По сравнению с цифровыми способами хранения данных, микрофильмирование гарантирует их сохранность в течение сотен лет. В настоящее время технология используется в комбинации с цифровыми базами данных, обеспечивая одновременно быстроту поиска цифровых файлов и их надёжное резервирование на фотоплёнке.

## Техническое обеспечение микрофильмирования
Основные носители микроизображения, использовавшиеся  при микрофильмировании:
- микрофильм — рулонная фотокиноплёнка шириной 16, 35 или 70 мм.
- микрофиша — форматная фотоплёнка с расположением кадров в несколько рядов[1].
- диамикрокарта — фотоплёнка размером 105×148 мм.
- апертурная перфокарта — микрофильм, вмонтированный в стандартную перфокарту.

Выбор носителя обуславливался наличием соответствующей аппаратуры и зависел от принятых стандартов хранения и поиска информации в том или ином учреждении.
Для фотографирования документов чаще всего применялись специализированные фотоаппараты, имеющие оптику с высокой разрешающей способностью.
В СССР для съёмки микрофильмов применялась чёрно-белая позитивная фотоплёнка «МЗ-3Л», «Микрат-200» и «Микрат-300» с разрешением 150, 200 и 300 лин/мм соответственно.
Для контактной печати (изготовление дубликатов) применялась специальная аппаратура. Дубликаты могли быть изготовлены на везикулярной плёнке — видимое изображение создавалось не кристаллами галогенида серебра, а мельчайшими пузырьками в светочувствительном слое, рассеивающими свет.
Для просмотра и для получения увеличенных копий на бумажном носителе использовались читально-копировальные аппараты, в создании копий применялся электрографический метод.
Для хранения носителей, их быстрого поиска применялись информационно-поисковые системы («Иверия», «Поиск»).